# استالیسکا محله
استالیسکا محله (به لاتین: Staliyska mahala) یک منطقهٔ مسکونی در بلغارستان است که در شهرستان لوم واقع شده‌است. استالیسکا محله ۱٬۳۵۲ نفر جمعیت دارد و ۴۶ متر بالاتر از سطح دریا واقع شده‌است.